# Carlos Goñi
Carlos Javier Crespo Goñi, más conocido como Carlos Goñi (Madrid, 8 de octubre de 1961), es un músico y cantautor español. Tras su paso por grupos locales como Garage y Comité Cisne en la década de 1980, formó en 1988 el grupo Revólver, con el que consiguió una mayor repercusión comercial a nivel nacional a partir de la publicación de Básico, el primer concierto acústico grabado por 40 Principales al estilo del formato MTV Unplugged estadounidense. 

## Biografía

### Infancia y comienzos musicales (1961—1981)
Carlos Goñi nació en el barrio madrileño de Las Ventas en 1961. A los seis años, abandonó junto a su familia su ciudad natal y se mudó al barrio de Los Ángeles, Alicante. Tras una lesión, se ve obligado a abandonar el equipo de balonmano Agustinos de Alicante, iniciando así su afición a la composición y a la música.

### Con Garage y Comité Cisne (1981—1988)
Carlos Goñi entró a formar parte de Garage en 1981, un grupo formado por Basilio Montes al bajo y Manolo "El Tronko" a la batería. Durante los cuatro años de vida del grupo, grabaron el E.P. «En movimiento»  (Alicante 1982)  autoproducido por el grupo con «Matanza de una noche de verano», «Tiempo perdido» y «Pelea entre dos frentes» y el sencillo «Quiero ser un Bogart» y «La ciudad», editado con el sello discográfico independiente «Dos Rombos» (Madrid 1983).
En 1984, Goñi formó Comité Cisne con antiguos miembros de Glamour, del que formaba parte el teclista José Luis Macías. El grupo se completó con el bajista Remy Carreres y con Lino Oviaño y debutó en septiembre de 1984. El grupo grabó un primer maxisencillo, «Dulces horas», en 1985, y su primer disco de estudio, Comité Cisne, un año después. 
Un año después, en 1987, el grupo firmó con un sello local independiente y publicó El final del mar, que incluye una de sus canciones más representativas: «Ana Frank», además de un EP, Tres canciones de Lou Reed, con versiones del músico estadounidense Lou Reed, una de las principales influencias de Goñi. El creciente interés del grupo en la escena musical valenciana les permitió viajar a Inglaterra para grabar un nuevo álbum: Beber el viento. Sin embargo, las diferencias entre Goñi y Macías en torno al estilo musical del grupo, llevaron a Goñi y a Picó a abandonar el grupo en 1988.

### Formación y consolidación con Revólver (1989—2006)
En enero de 1989, Goñi fundó Revólver junto a Rafael Picó, anterior miembro de Comité Cisne, Jorge Lario y Sergio Roger. Tras grabar Revólver (1990) y Si no hubiera que correr (1992), dos álbumes con una marcada influencia del rock americano, Goñi grabó Básico el primer concierto acústico de España al estilo del formato MTV Unplugged de la cadena estadounidense, con el que obtuvo un mayor éxito a nivel nacional al alcanzar el primer puesto en la lista de los 40 Principales con temas como «Dentro de ti» y «Si es tan solo amor».

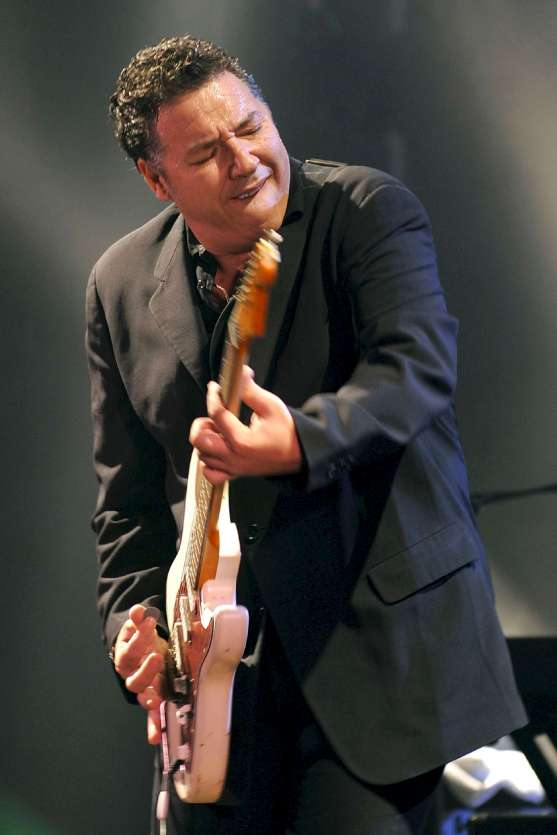
Carlos Goñi en concierto en 2009.

Tras el éxito de Básico, publicó El Dorado (1994) y Calle Mayor (1996), dos álbumes con mayor repercusión comercial en los que Goñi se consolidó como un compositor de éxito nacional con dos tipos de composiciones: unas de carácter autobiográfico, tales como «El Dorado», y otras con la denuncia de desigualdades sociales como la discriminación racial en temas como «Calle Mayor» y «El mismo hombre».
En 1997 publicó Básico 2, con versiones en acústico de canciones publicadas en sus dos anteriores discos y acompañadas por una instrumentación de música celta, además de temas inéditos como «Besaré el suelo», que Goñi compuso para la cantante Luz Casal, y «Una lluvia violenta y salvaje», que narra el asesinato del concejal de Ermua Miguel Ángel Blanco a manos de ETA el 13 de julio del mismo año.
Entre la publicación de Básico 2 y su regreso con Sur en 2000, Goñi fundó el sello discográfico Nena Records, entre cuyos artistas figuran Maldita la Hora, Javier Baeza, Burguitos y Gabriel Abril. Bajo Nena Records, Goñi publicó Pyjamarama, un recopilatorio con canciones de grupos valencianos de la década de 1980 como Comité Cisne, Los Auténticos y Última Emoción. Además, creó los estudios Mojave en La Eliana, Valencia, a imagen y semejanza de los Groove Master Studios de Los Ángeles, California, donde Goñi grabó Calle Mayor. 
Tras publicar un nuevo trabajo en 2002, 8:30 a.m., y remasterizar su catálogo musical con motivo del decimoquinto aniversario de Revólver, produjo el disco de Los Rebeldes Rebeldes y rebeldes en 2003. En 2004, publicó Mestizo, un álbum con un sonido más roquero y potente e influenciado por artistas como Lou Reed, Deep Purple y Dick Wagner. El álbum fue nominado a un Grammy Latino y alcanzó el puesto siete en la lista de discos más vendidos de España. Además, ofreció clases de composición para nuevos cantantes junto al cantautor Miquel Gil en un Taller organizado por la SGAE, y produjo el primer disco del grupo La Lengua de Trapo, grabado en los estudios Mojave propiedad de Goñi.

### En la actualidad (de 2008 en adelante)

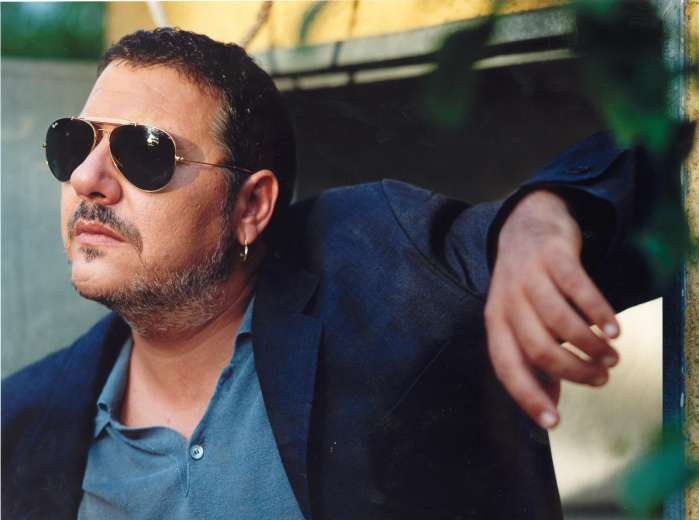
Carlos Goñi en una imagen promocional de 2009.

En noviembre de 2008, Goñi publicó 21 gramos, un álbum «más reflexivo y tranquilo», según el propio músico, que incluyó el sencillo «Tiempo pequeño». Un año después, publicó Que veinte años no es nada, una caja recopilatoria conmemorativa del vigésimo aniversario de Revólver que incluyó cuatro discos —dos con los grandes éxitos del grupo, un tercero con rarezas y colaboraciones y un cuarto con un concierto—, además de dos DVD.
Con un interés particular por la cultura marroquí, Goñi grabó Argán, el noveno álbum de estudio de Revólver, en Marrakesh. El disco fusionó el sonido habitual de Revólver con instrumentación árabe y alcanzó el puesto seis en la lista de discos más vendidos de España.
A los pocos meses de finalizar la gira de promoción de Argán, Goñi formó Comité, un proyecto paralelo a Revólver con el que rescató canciones de su etapa en el grupo Comité Cisne. El proyecto incluyó la regrabación de temas como «Ana Frank» y «Licor», publicados como EP digital en iTunes, y una gira de conciertos acompañado de Julián Nemesio y Manuel Bagües que comenzó el 26 de octubre en la Sala Repvblicca de Mislata, Valencia.
A comienzos de 2013, colaboró con Taxi en la canción «Cuando veas a Ani», una versión del tema de The Band «The Weight» publicada en el álbum Tras el horizonte, y grabó Enjoy, un concierto eléctrico ofrecido en la sala Joy Eslava de Madrid el 21 de febrero. La publicación de Enjoy fue en un principio programada para el 28 de mayo, pero una fractura del brazo derecho fruto de una caída en un concierto en Nambroca, Toledo el 11 de mayo le obligó a posponer las fechas de su gira y el lanzamiento de Enjoy, finalmente publicado el 27 de agosto.
De forma paralela a su trabajo como músico, Goñi participó semanalmente en la sección de música del programa Hoy por hoy de la Cadena Ser, dirigido por Marta Novo, durante 2014. En 2015, publicó Babilonia, un álbum de marcado sonido rock en el que continuó con el formato de trío de Revólver, integrado por Bagües y Nemesio. El álbum alcanzó el puesto dos en la lista de discos más vendidos elaborado por Promusicae, sólo superado por el disco de Pablo Alborán Terral, y supuso su mejor posición en la lista desde la publicación de Sur en el año 2000.
En 2017 lanzó un nuevo trabajo llamado Capitol. Se trata de un disco totalmente acústico, donde no están presentes las guitarras eléctricas. Entre los temas incluye “Ángeles de alas sucias”.
En 2019, inició la gira por el XXV aniversario de "Básico (álbum de Revólver)", en donde recorrió los teatros de España. En el último concierto de la gira, anunció como sorpresa la grabación de "Básico IV", en el Teatro Circo Price (Madrid), comenzando nuevamente otra gira del nuevo álbum en directo.
Una vez concluida la gira, inició otra a modo de celebración de los 30 años de "Revólver (banda)", iniciándola en el Teatro Nuevo Apolo, de Madrid.
En el año 2023, Carlos Goñi ha lanzado con su banda, Revolver, un nuevo disco titulado "Adictos a la euforia", compuesto por un total de nueve canciones: "Adictos a la euforia", "El anillo de boda", "Calor y tiempo", "Beguine", "Al infierno sin papeles", "El otoño está al caer", "Esta guerra tuya y mía" y "Johnny and Mary". Esta última es una versión del tema original de Robert Palmer. A raíz del lanzamiento de este disco ha comenzado una gira por toda España llamada "Adictos a la Euforia".
En 2024, sale el nuevo disco de Revolver: Playlist. Un disco muy especial de versiones de otros grupos. Incluye los temas: Lady Madrid, Azul, La vereda de la puerta de atrás, Mesa para dos, Dónde estás, El equilibrio es imposible, Cómo hablar, El sol no regresa, Viento de cara e Indestructibles. Un repertorio impresionante de versiones que saltan de Los Elefantes a Amaral pasando por Extremoduro o Urrutia. Un capricho de Carlos Goñi que vale la pena escuchar y que incluye edición en vinilo, no podía ser menos.

## Discografía
| Con Revólver - 1990: Revólver - 1992: Si no hubiera que correr - 1993: Básico - 1995: El Dorado - 1996: Calle Mayor - 1997: Básico 2 - 2000: Sur - 2001: 8:30 a.m. - 2002: Rarezas - 2003: Grandes éxitos - 2004: Mestizo - 2006: Básico 3 - 2008: 21 gramos - 2009: Que veinte años no es nada - 2011: Argan - 2013: Enjoy - 2015: Babilonia - 2017: Capitol - 2019: Básico IV - 2023: Adictos a la euforia - 2024: Playlist | Con Garage - 1982: En movimiento (sencillo) - Cara A: «Matanza de una noche de verano» - Cara B: «Tiempo perdido» / «Pelea entre dos frentes» - 1983: En Dos Rombos (sencillo) - Cara A: «Quiero ser un Bogart» - Cara B: «La ciudad» Con Comité Cisne - 1985: Dulces horas (maxisencillo) - 1986: Comité Cisne - 1987: Tres canciones de Lou Reed - 1987: El final del mar - 1988: Beber el viento |